# Littlest Pet Shop: A World of Our Own
Littlest Pet Shop: A World of Our Own es una serie de televisión infantil animada desarrollada por Tim Maile y Douglas Tuber para Discovery Family. La serie, que se emitió del 14 de abril de 2018 al 26 de enero de 2019, se centró en un grupo de mascotas que usan un portal mágico para salir del mundo humano y entrar al mundo de Paw-Tucket. Basada en el relanzamiento de 2018 de la franquicia de juguetes estadounidense Littlest Pet Shop, esta fue la tercera serie de televisión basada en la franquicia en general, después de la serie de televisión de 2012 y la serie de televisión de 1995.

## Sinopsis
La serie se centra en un grupo de seis mascotas (Roxie, Jade, Trip, Quincy, Edie y Bev) que a menudo salen del mundo humano en el que viven para atravesar un portal mágico que solo ellos usan y que los envía al mundo de Paw-Tucket, una comunidad hecha por y para mascotas. En este mundo pueden vivir aventuras, organizar fiestas, hacer nuevas amistades y ser ellos mismos.

## Producción
El 20 de febrero de 2018, Discovery Family encargó 52 episodios de Littlest Pet Shop: A World of Our Own de Allspark con fecha de estreno el 14 de abril de 2018.

## Personajes

### Principales
- Roxie McTerrier (voz por Diana Kaarina): es un boston terrier hiperactivo, optimista y leal.[4]
- Jade Catkin (voz por Ingrid Nilson): es un gato bombay[4] sarcástico y gótico que es compañero de cuarto de Roxie desde que esta última destruyó el piso de su antigua casa.
- Trip Hamston (con la voz de Travis Turner, quien, como el personaje, es rapero): es un hámster aventurero y confiado, pero a veces tonto.[4]
- Quincy Goatee (voz por Kyle Rideout): es una cabra que se asusta fácilmente y que se desmaya con facilidad.[4]
- Edie Von Keet (voz hablada de Lili Beaudoin y voz cantante proporcionada por Diana Kaarina): es un periquito elegante y dramático que es una actriz talentosa. Siempre tiende a estar ávida de ser el centro de atención, lo cual es un reflejo de su dueño de 14 años.[4]
- Bev Gilturtle (voz por Rhona Rees): es una enérgica tortuga de caja azul.[4]

### Recurrentes
- Savannah Cheetaby (voz por Bethany Brown)
- Petula Woolwright (voz por Diana Kaarina)
- Sweetie Pom-Pom (voz por Brittney Wilson)
- Gavin Chamelle (voz por Alessandro Juliani)
- Mitchell Snailford (voz por Ian Hanlin)
- Mister Yut (voz por Vincent Tong)
- Captain Gilturtle (voz por Brian Drummond)
- Manny Mouser (voz por Ryan Beil)
- Carmilla Wingbat (voz por Lanie McAuley)
- Perla (voz por Shannon Chan-Kent)

## Emisión
Littlest Pet Shop: A World of Our Own tuvo su estreno mundial en TiJi en Francia el 9 de abril de 2018. La serie debutó posteriormente en Discovery Family en los Estados Unidos el 14 de abril de 2018.
La serie se estrenó en Treehouse TV en Canadá el 2 de junio de 2018. Comenzó a estrenarse en Pop en el Reino Unido e Irlanda el 3 de septiembre. Se estrenó en 9Go! en Australia el 5 de octubre. En 2020, la serie se estrenó en e.tv en Sudáfrica. Se estrenó por Discovery Kids en Latinoamérica y Brasil el 7 de julio.

## Recepción
Emily Ashby de Common Sense Media calificó a Littlest Pet Shop: A World of Our Own con 2 de 5 estrellas, afirmando que la serie "hace poco para desafiar la noción de que es un comercial extendido para la marca" y afirma que las historias son formulados y los personajes son en su mayoría unidimensionales".